# Нові Чобручі
Но́ві Чобручі — село в Україні, у Роздільнянській міській громаді Роздільнянського району Одеської області. Населення становить 1052 особи. Відноситься до Чобручанського старостинського округу.

## Історія

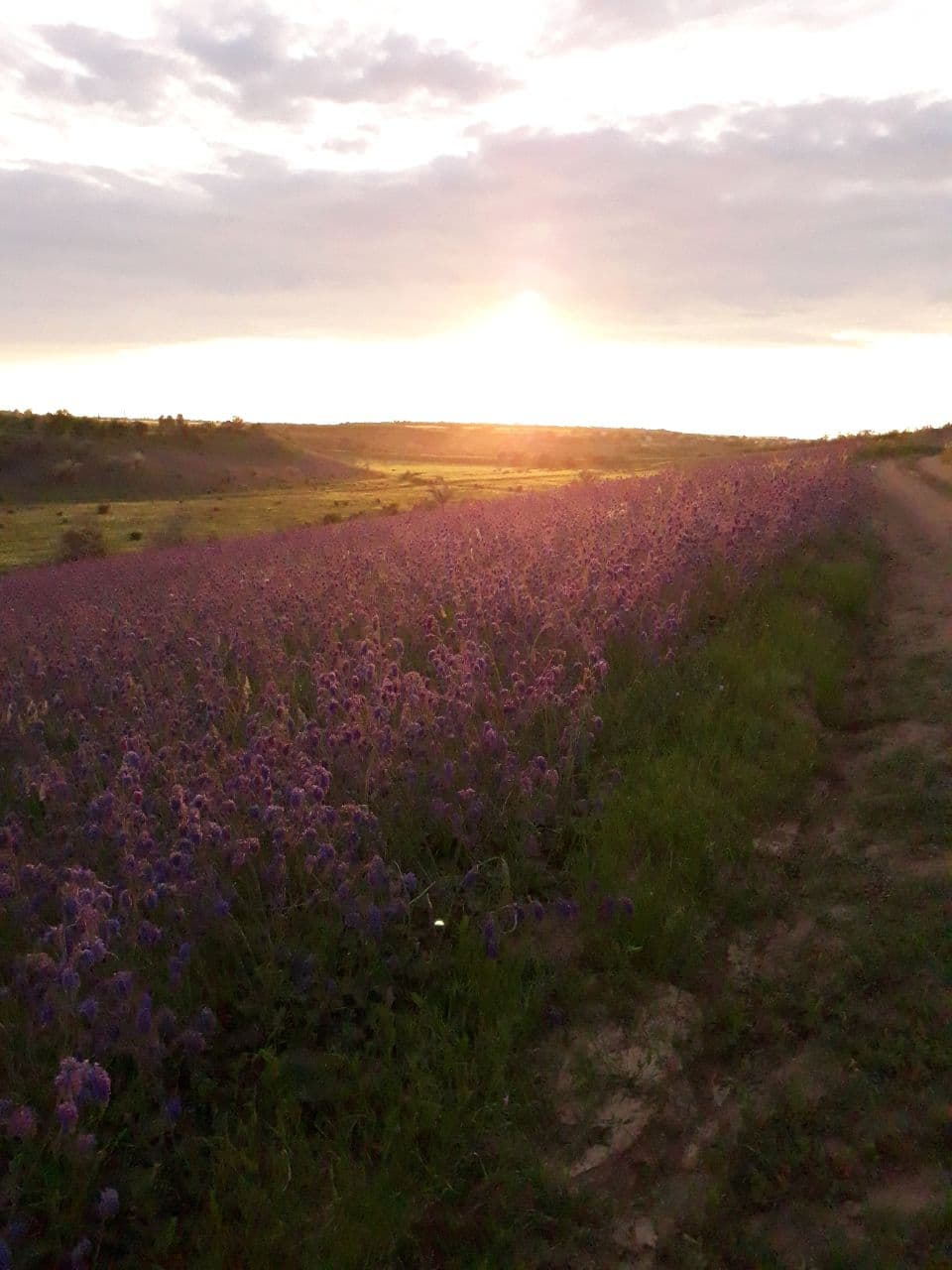
Поле шавлії за селом Нові Чобручі

Населений пункт з'явився в 1896 році, як аграрна колонія вихідців з села Чобручі (нині Слободзейський район, Молдова).
Станом на 1 вересня 1946 року хутір Нові Чобручі входив до складу Велізарівської сільської ради.
У рамках декомунізації у селі була перейменована вулиця Леніна, нова назва – Центральна; провулок Радянський – Новоселівський. 
У результаті адміністративно-територіальної реформи село ввійшло до складу Роздільнянської міської територіальної громади та після місцевих виборів у жовтні 2020 року було підпорядковане Роздільнянській міській раді. До того село входило до складу ліквідованої Старостинської сільради.
22 вересня 2022 року Роздільнянська міська рада в рамках дерусифікації перейменувала декілька вулиць у селі, а саме: вулицю Пушкіна на Ставкову, Крилова на Лікарняну, вулицю Толстого Льва на Балкову. 

## Населення
Згідно з переписом УРСР 1989 року чисельність наявного населення села становила 776 осіб, з яких 362 чоловіки та 414 жінок.
За переписом населення України 2001 року в селі мешкали 882 особи.
2010 – 930 осіб; 2011 – 933 особи; 2012 – 1123 особи; 2013 – 1111 особа; 2014 – 1109 осіб; 2015 – 1110 осіб; 2016 – 1086 осіб; 2017 – 1048 осіб; 2018 – 1048 осіб; 2019 – 1052 особи. 
| № п/п | Вікові групи населення               | (на 01.01.2019 р.) | (на 01.01.2019 р.) |
| ----- | ------------------------------------ | ------------------ | ------------------ |
| № п/п | Вікові групи населення               | Населення, (осіб)  | %                  |
| 1.    | Діти до 16 років, в тому числі:      | 225                | 21                 |
| 1.    | 0-7 рік                              | 127                | 12                 |
| 1.    | 7-16 років                           | 98                 | 9                  |
| 2.    | Населення працездатного віку:        | 630                | 60                 |
| 2.    | - чоловіки (16-59 років)             | 268                | 25                 |
| 2.    | - жінки (16-54 роки)                 | 362                | 35                 |
| 2.    | в т.ч. : 17 років                    | 31                 | 3                  |
| 3.    | Населення старше працездатного віку: | 197                | 19                 |
| 3.    | - чоловіки 60 років і старші         | 85                 | 8                  |
| 3.    | - жінки 55 років і старші            | 112                | 11                 |
| 3.    | Все населення                        | 1052               | 100                |

### Мова
Розподіл населення за рідною мовою за даними перепису 2001 року:
| Мова       | Відсоток |
| ---------- | -------- |
| українська | 95,36 %  |
| російська  | 3,96 %   |
| молдовська | 0,57 %   |
| грецька    | 0,11 %   |

Загальна протяжність житлових вулиць становить 14,7 км, а щільність вуличнодорожньої мережі – 7 км/км2.